# 波斯特雷爾里奧
18°33′0″N 71°37′48″W / 18.55000°N 71.63000°W
波斯特雷爾里奧（西班牙語：Postrer Río），是多明尼加共和國的城鎮，位於該國西南部，由獨立省負責管轄，面積158.93平方公里，2012年人口5,289，人口密度每平方公里33人。